# Лодзинський автобус

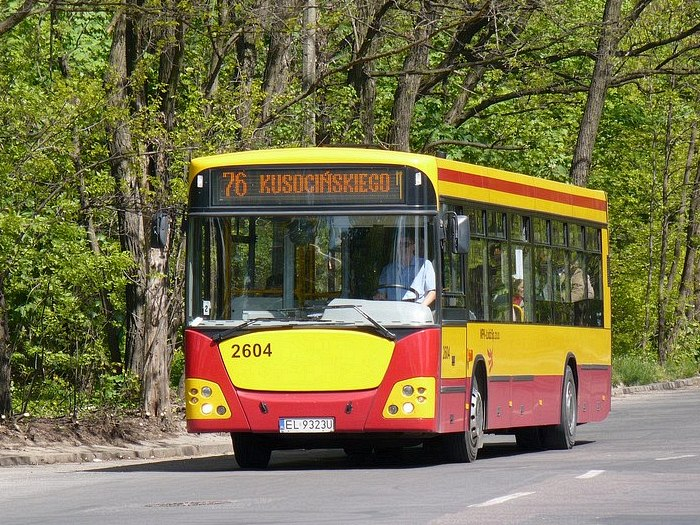
Jelcz M121MB / 3 № 2604

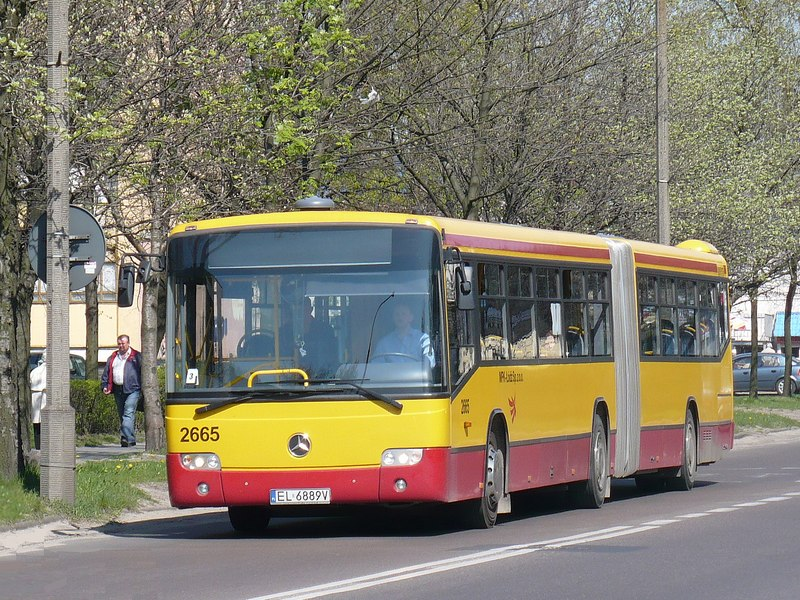
Mercedes O345G № 2665

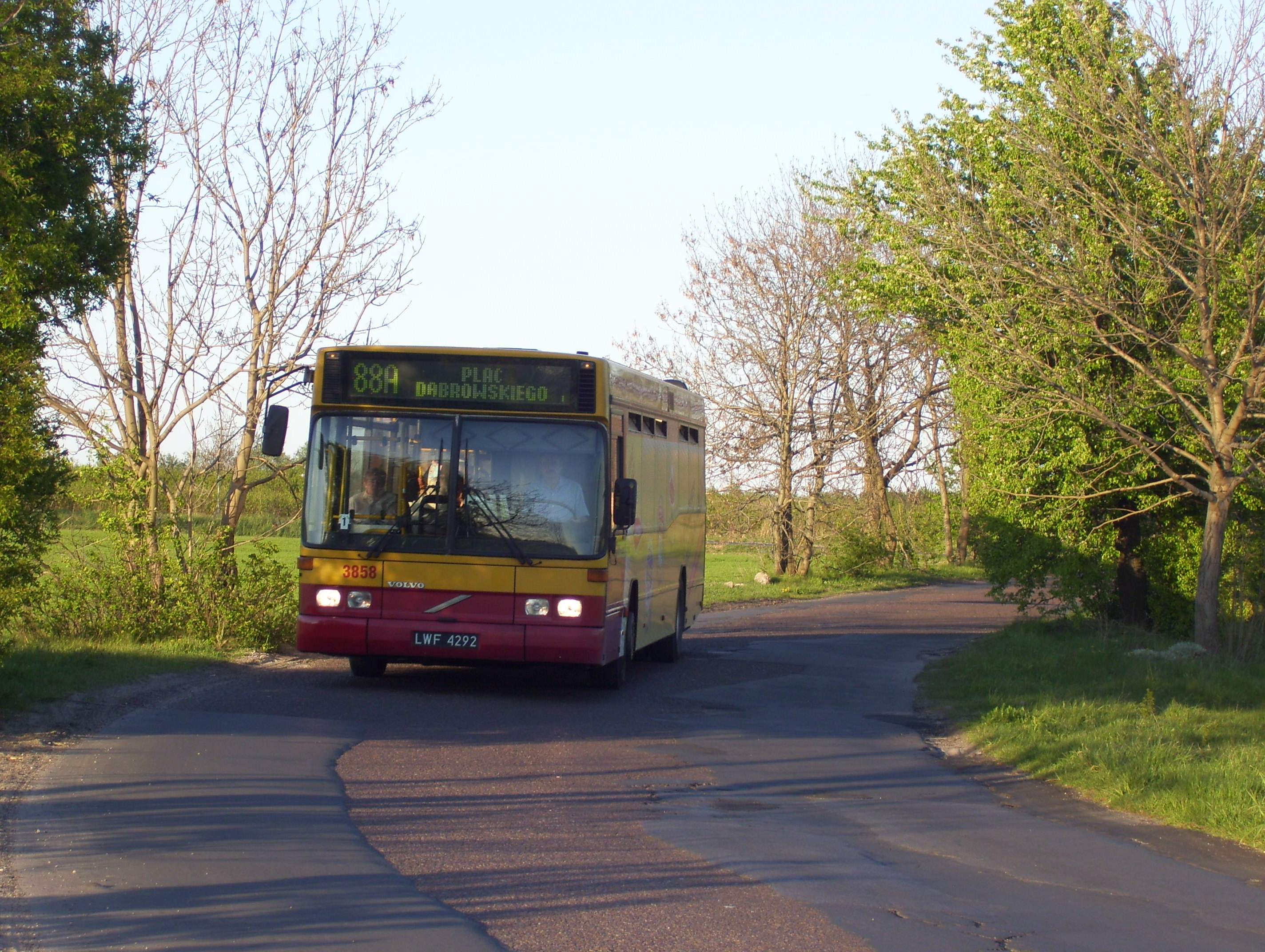
Volvo B10L № 3858 (знято з експлуатації)

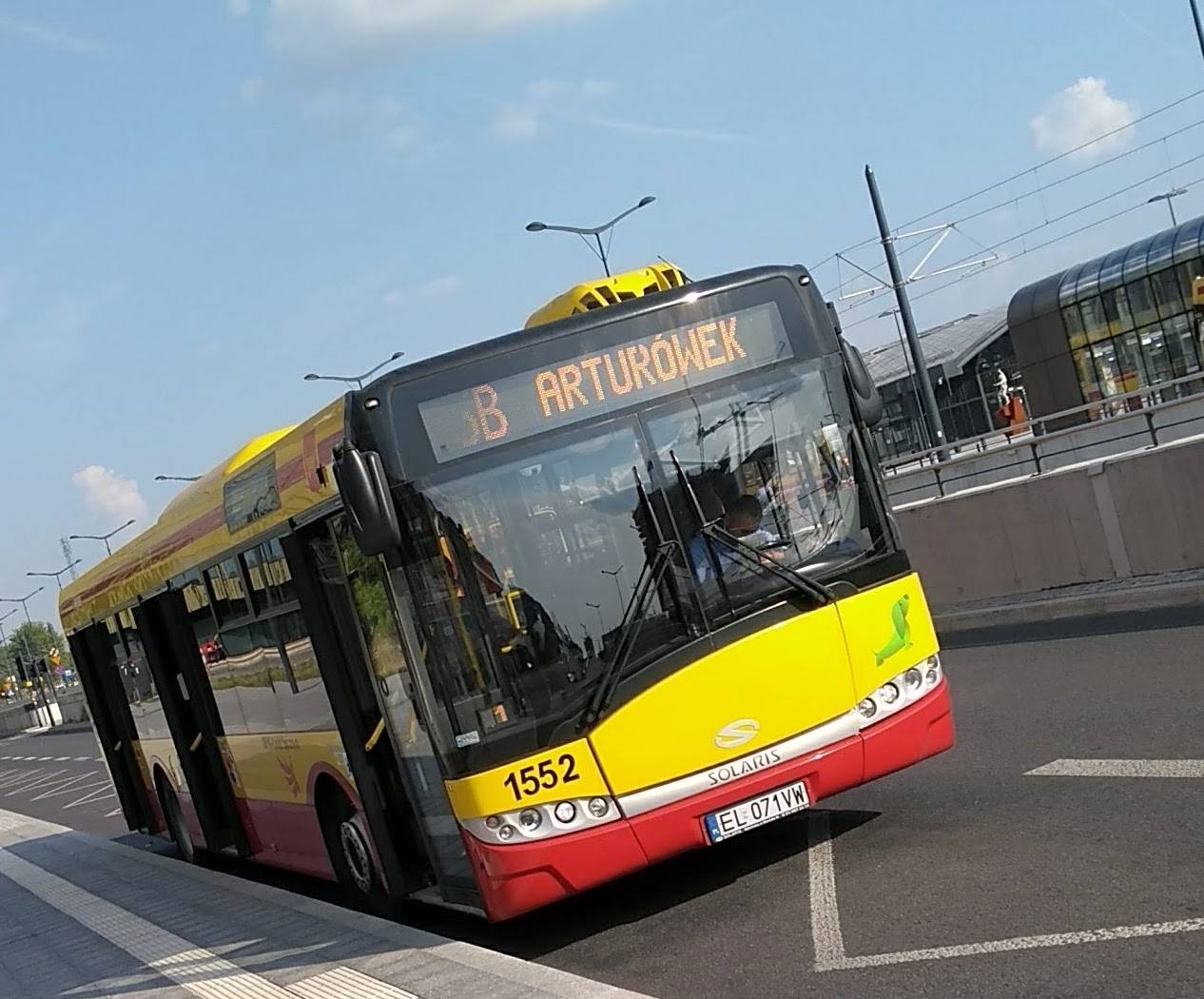
Solaris Urbino 12 № 1552 на станції Лодзь-Фабрична

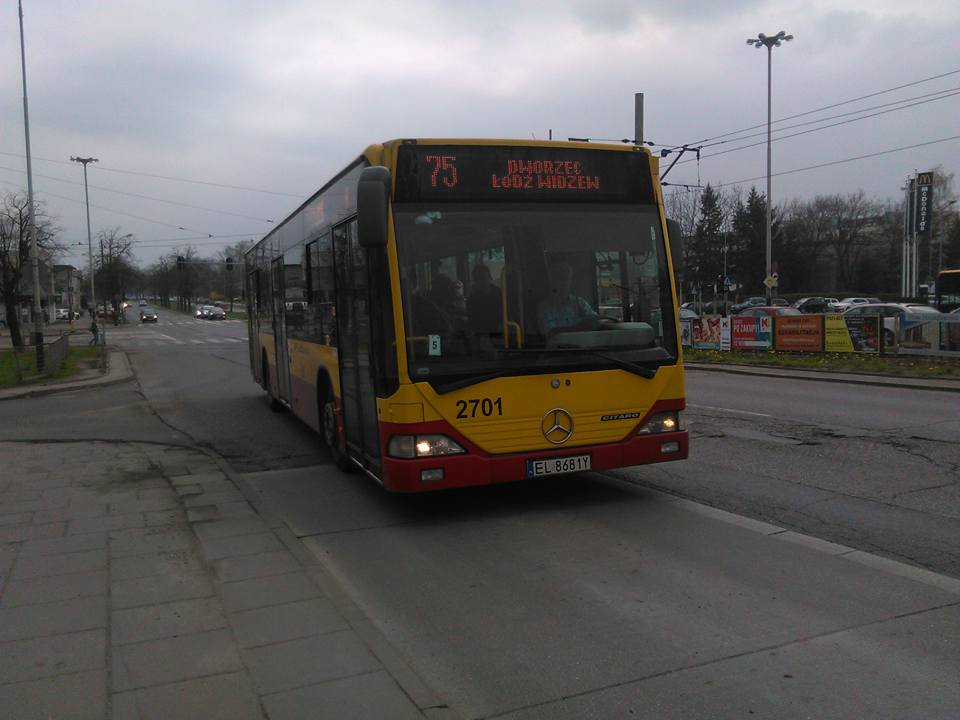
Mercedes O530 Citaro № 2701

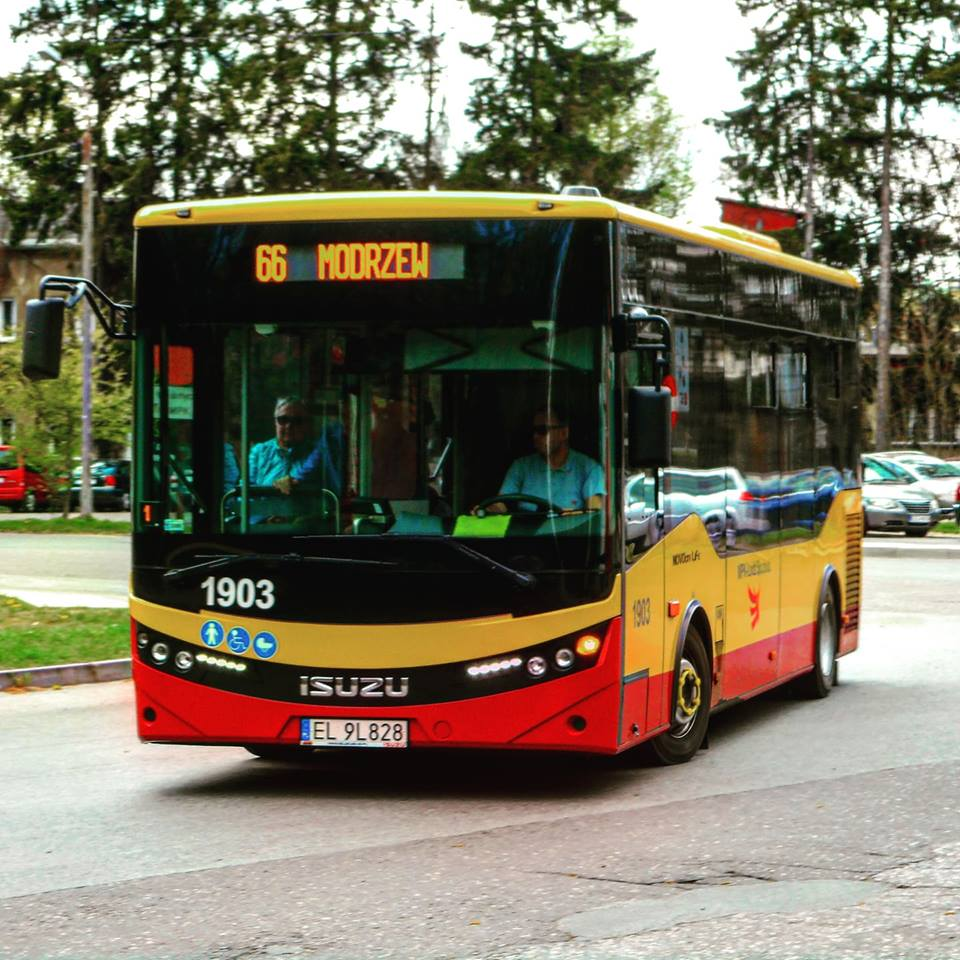
Isuzu Novociti Live в Лагевниках

Муніципальне автобусне сполучення в Лодзі — система громадського автобусного транспорту в Лодзинській агломерації, що діє з 1948 року. Складається з 80 денних і 14 нічних автобусних ліній. На вулицях Лодзі ходять 8 типів автобусів : Solaris Urbino 18, Solaris Urbino 12, Volvo 7700A, Mercedes-Benz O345 Conecto, Volvo 7700, Mercedes-Benz O530 Citaro та Isuzu Novociti Life .
На території Лодзинської агломерації також є автобуси приватних перевізників, у тому числі компаній PKS, які працюють на комерційній основі та лінії, які фінансують органи місцевого самоврядування окремих міст і ґмін. Вони не входять до мережі громадського транспорту Лодзі (т. зв Місцевий громадський транспорт у Лодзі).

## Зупинки «на вимогу»
З 15 жовтня 2018 року МПК за погодженням з Управлінням автомобільного транспорту запровадив на деяких автобусних маршрутах зупинки з позначкою «На вимогу». Щоб вийти на такій зупинці, варто натиснути кнопку «Стоп».
Майже всі автобусні лінії обслуговує муніципальний перевізник MPK Łódź.
Винятки становлять:
- 6, 61 — експлуатується ЗПК Markab, що належить до мережі громадського транспорту Згежа, включеного до ЛТЗ на основі міжмуніципальної угоди;
- 43A, 43B, Z13 (дві бригади) — експлуатувалися BP Tour[2][3];
- 201, 202 — обслуговує УХТ Анна Хмєль[4], що належить приватному перевізнику, що надає послуги гміні Андресполь.

У містах Згеж, Паб'яниці та Гловно (одна лінія) є мережі громадського транспорту, які під час політичної трансформації перейняли органи місцевого самоврядування у MPK Łódź.

## Автобусний парк

### Автобуси, що виведені з експлуатації
- Ikarus 260
- Ikarus 280
- Jelcz M11
- MAN SG 192
- Mercedes-Benz O317GB
- Mercedes-Benz O345G
- Mercedes-Benz O307
- Mercedes-Benz O405 GN
- Mercedes-Benz O345 G
- MAN NL 223
- Jelcz 120MM
- Volvo B10L
- Volvo B10LA
- Volvo 7000А
- Volvo 7000
- Jelcz M121MB
- Jelcz M181MB
- Jelcz — Mercedes O405N2 / M122
- Jelcz M081MB

### Старовинні автобуси
- Jelcz M11 (2904)
- Jelcz 272 MEX (снігоочисник)
- Ікарус 280 .26 (3096)
- Ikarus 280 .70E (1553)
- Mercedes-Benz O405N2

## Автобусні лінії
| Денні автобуси | Денні автобуси            | Денні автобуси                      | Денні автобуси       |
| № маршруту     | Початкова зупинка         | Кінцева зупинка                     | Примітки             |
| 50A            | Пл. Незалежності          | Жґув Тушинська                      |                      |
| 50B            | Пл. Незалежності          | Жґув ТЦ                             |                      |
| 51A            | Ст. Лодзь-Фабрична        | Лагєвнікі                           |                      |
| 51B            | Ст. Лодзь-Фабрична        | Скотники                            |                      |
| 52             | Ст. Лодзь-Каліска         | Коморнікі                           |                      |
| 53A            | Ст. Лодзь-Фабрична        | Новосольна                          |                      |
| 53B            | Ст. Лодзь-Фабрична        | Бжезіни                             |                      |
| 54A            | Янув                      | Новосольна                          |                      |
| 54B            | Янув                      | Полянка                             |                      |
| 55             | Реткіня Кусочінського     | Ст. Лодзь-Домброва                  |                      |
| 55B            | Реткіня Кусочінського     | Парк Млинек                         | Курсує щоліта.       |
| 56             | П'ястув Курак             | Жґув Тушинська                      |                      |
| 57             | П'ястув Курак             | Стадіон «Марисін»                   |                      |
| 58A            | Ст. Лодзь-Фабрична        | Стокі Скальна                       |                      |
| 58B            | Ст. Лодзь-Фабрична        | Стокі Скальна                       |                      |
| 59             | Ст. Лодзь-Хойни           | Радогощ Схід                        |                      |
| 60A            | ТЦ Тюльпан                | Імельнік Новий                      |                      |
| 60B            | ТЦ Тюльпан                | Мілахувек Добра                     |                      |
| 60C            | ТЦ Тюльпан                | Стрикув                             |                      |
| 60D            | ТЦ Тюльпан                | Марисін                             |                      |
| 62             | Ст. Лодзь-Хойни           | Біонанопарк                         |                      |
| 63             | П'ястув Курак             | Ст. Лодзь-Хойни                     |                      |
| 64A            | Цвинтар Зажев             | Західна/Лімановського               |                      |
| 64B            | Відзев Чайковського       | Західна/Лімановського               |                      |
| 65A            | Радогощ Схід              | Аеропорт                            | Через Івана Павла ІІ |
| 65B            | Радогощ Схід              | Аеропорт                            | Через Маратонську    |
| 66             | Кільце Повстанців 1863 р. | Моджев                              |                      |
| 68             | Реткіня                   | Площа Незалежності                  |                      |
| 69A            | Ст. Лодзь-Відзев          | Реткіня Кусочінського               |                      |
| 69B            | Ст. Лодзь-Відзев          | Реткіня Кусочінського               |                      |
| 70             | Кільце Повстанців 1863 р. | Інститут ЦЗМП                       |                      |
| 71A            | Ст. Лодзь-Хойни           | Подільський парк                    |                      |
| 71B            | Ст. Лодзь-Хойни           | Подільський парк                    |                      |
| 72A            | Янув                      | Ягідний хутір                       | Через Олеховську     |
| 72B            | Янув                      | Ягідний хутір                       |                      |
| 73             | Козіни                    | Радогощ Захід                       |                      |
| 75A            | Хоцяновіце ІКЕА           | Ст. Лодзь-Домброва                  |                      |
| 75B            | Хоцяновіце ІКЕА           | Ст. Лодзь-Домброва                  |                      |
| 76             | Реткіня Кусочінського     | кладовище Щецинська                 |                      |
| 77             | Старе Рокіс'є             | Ст. Лодзь-Фабрична                  |                      |
| 78             | Ст. Лодзь-Жабенець        | Александрув-Лодзький Торговий ринок |                      |
| 80A            | Реткіня                   | Янув                                |                      |
| 80B            | Зоопарк                   | Ст. Лодзь-Фабрична                  |                      |
| 80C            | Реткіня                   | Янув                                |                      |
| 81             | ТЦ "Сікава"               | кладовище Щецинська                 |                      |
| 82A            | Сонсечно                  | Ст. Лодзь-Відзев                    |                      |
| 82B            | Стружа Людвіків           | Ст. Лодзь-Відзев                    |                      |
| 83             | кладовище Щецинська       | Площа Микульського                  |                      |
| 84A            | Теофілув Ройна            | Зелений Романув                     |                      |
| 84B            | Теофілув Ройна            | Александрув-Лодзький Посельська     |                      |
| 85             | Ст. Лодзь-Фабрична        | Артурувек                           |                      |
| 86             | Реткіня Кусочінського     | Шпиталь ЦКД                         |                      |
| 87A            | Доли                      | Жубадж                              |                      |
| 87B            | Депо Телефонічна          | Жубадж                              |                      |
| 89             | Сонячна площа             | кладовище Щецинська                 |                      |
| 90A            | Ст. Лодзь-Олехув-Схід     | Янув                                |                      |
| 91A            | Янув                      | Новосольна                          |                      |
| 91B            | Янув                      | Кальонка                            |                      |
| 91C            | Янув                      | Скошеви                             |                      |
| 92A            | Площа Незалежності        | Колюмни                             |                      |
| 92B            | Площа Незалежності        | Колюмни                             |                      |
| 92C            | Площа Незалежності        | Ст. Лодзь-Домброва                  |                      |
| 93             | Ст. Лодзь-Каліска         | Інститут                            |                      |
| 94             | Реткіня                   | Константинув-Лодзький               |                      |
| 96             | Янув                      | Теофілув Ройна                      |                      |
| 97A            | Ст. Лодзь-Каліска         | Александрув-Лодзький Торговий ринок |                      |
| 97B            | Ст. Лодзь-Каліска         | Нєсєцин                             |                      |
| 99             | Реткіня                   | Радогощ Захід                       |                      |
| 201            | Ст. Лодзь-Відзев          | Бедонь                              |                      |
| 202            | Ст. Лодзь-Відзев          | Янувка                              |                      |
| F1             | Ст. Лодзь-Домброва        | Єджейув Промисловий-Захід           |                      |
| G1             | Реткіня                   | Новий Йузефув                       |                      |
| G2             | Реткіня                   | Новий Йузефув                       |                      |
| H              | Хойни Гідро               | Ст. Лодзь-Хойни                     |                      |
| W              | Кільце Інвалідів          | Подхаланська                        |                      |
| ZOO            | Зоопарк                   | Арена                               | Скасований           |
| -------------- | ------------------------- | ----------------------------------- | -------------------- |

| Тимчасові автобуси | Тимчасові автобуси | Тимчасові автобуси        | Тимчасові автобуси |
| № маршруту         | Початкова зупинка  | Кінцева зупинка           | Примітки |
| Z3                 | Марисін Варшавська | Кільце Повстанців 1863 р. | Запущений для заміни трамвайного маршруту № 3, який тимчасово скорочений                                                                        |
| Z7                 | Пл. Незалежності   | Цвинтар Зажев             | Запущений на час реконструкції віадуку, що знаходиться на вулиці Пшибишевського. До 31 березня 2023 року курсував під № Z11 до Хоцяновиці-ІКЕА. |
| Z13                | Домброва Ніжша     | Реткіня                   | Запущений для заміни трамвайного маршруту № 13, який тимчасово скасований,                                                                      |
| Z54                | Площа Микульського | Стоки Скальна             | Запущений для заміни маршруту № 54, який змінив маршрут                                                                                         |
| ------------------ | ------------------ | ------------------------- | --- |

| Нічні автобуси | Нічні автобуси     | Нічні автобуси            | Нічні автобуси    | Нічні автобуси    |
| № маршруту     | Початкова зупинка  | Кінцева зупинка           | Час у дорозі (хв) | Кількість зупинок |
| N1A            | Янув               | Александрув               | 73/77             | 52/54             |
| N1B            | Янув               | Теофілув Ройна            | 62                | 43/44             |
| N2             | Реткіня            | Радогощ Схід              | 50                | 36/39             |
| N3A            | Інститут           | Теофілув Ройна            | 74                | 51/55             |
| N3B            | Інститут           | Теофілув Ройна            | 73                | 52/53             |
| N4A            | Хоцяновіце ІКЕА    | Стокі                     | 59/63             | 39                |
| N4B            | Паб'яниці          | Стокі                     | 88/90             | 66                |
| N5A            | Янув               | Радогощ Захід             | 60                | 40/42             |
| N5B            | Андресполь         | Радогощ Захід             | 78                | 57/58             |
| N6             | Ст. Лодзь-Домброва | Кільце Повстанців 1863 р. | 56/58             | 37/40             |
| N7A            | Новосольна         | Реткіня                   | 70/73             | 53/56             |
| N7B            | Депо Телефонічна   | Реткіня                   | 69/71             | 52/55             |
| N8             | Костюшки Зелена    | Ст. Лодзь-Домброва        | 26                | 20/21             |
| -------------- | ------------------ | ------------------------- | ----------------- | ----------------- |

| Скасовані автобуси | Скасовані автобуси | Скасовані автобуси | Скасовані автобуси |
| № маршруту         | Початкова зупинка  | Кінцева зупинка    | Примітки |
| Z1                 | Ст. Лодзь-Фабрична | Ст. Лодзь-Хойни    | Запускався для заміни трамвайних маршрутів № 1, 5, які тимчасово скасовані. Зараз замість нього продовжений маршрут № 59. |
| Z6                 | ТЦ "Сікава"        | Мануфактура        | Запускався для заміни трамвайних маршрутів № 1, 5, 6, які були тимчасово скасовані.                                       |
| Z41                | Паб'яниці Сільська | Пл. Незалежності   | Запускався для заміни трамвайного маршруту № 41 який був тимчасово скасований.                                            |
| Z71                | Парк Млинек        | Ст. Лодзь-Домброва | Запускався для заміни маршруту № 71, який змінив маршрут.                                                                 |
| Z91                | Вйочинська         | Янув               | Запускався для заміни маршруту № 91, який змінив маршрут.                                                                 |
| ------------------ | ------------------ | ------------------ | --- |